# Petrologia ígnia

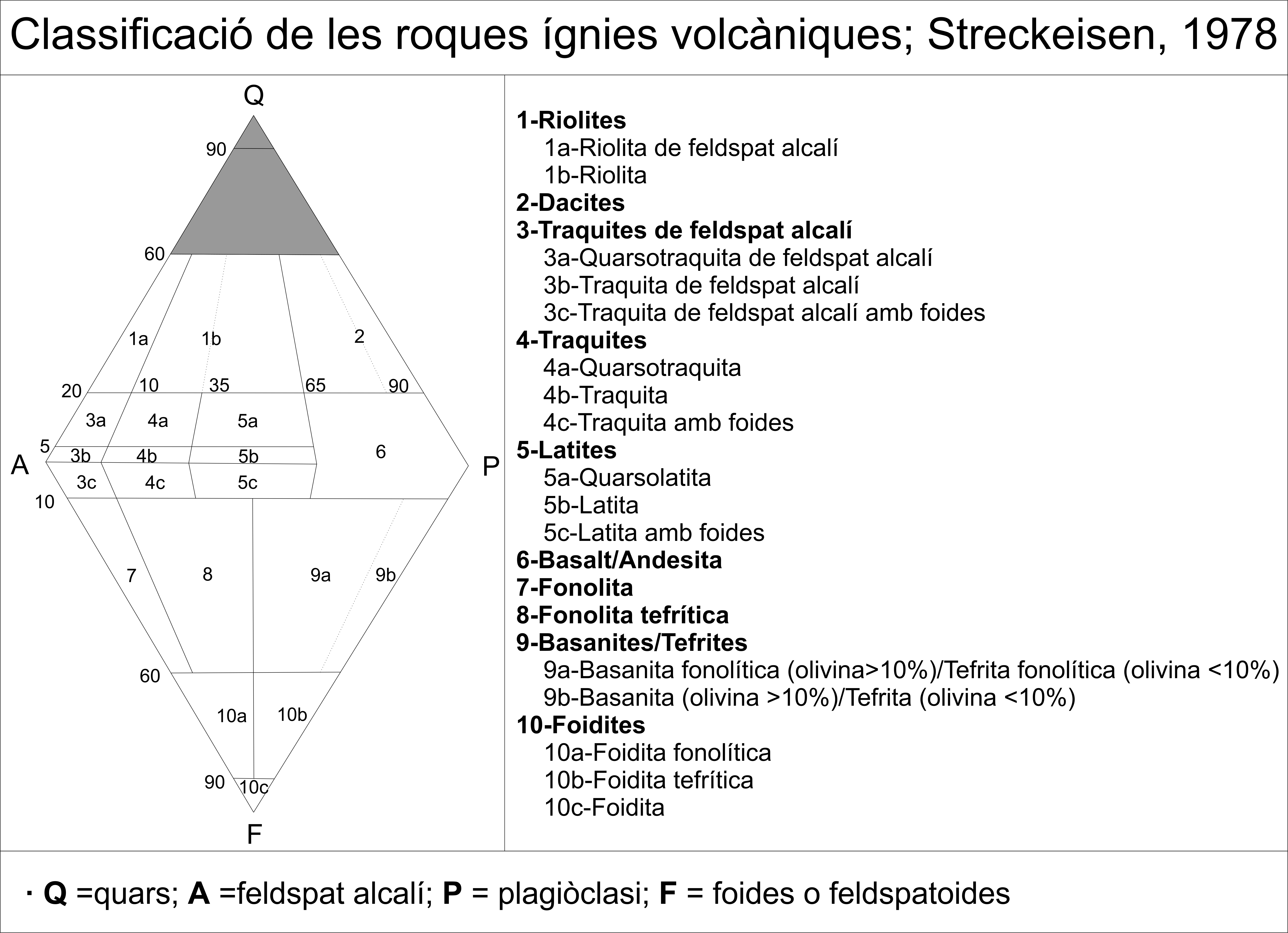
Classificació de les roques ígnies volcàniques segons Streckeisen (1978).

La petrologia ígnia és l'estudi de les roques ígnies-aquelles que s'han format a partir del magma. Com a branca de la geologia la petrologia ígnia està estretament relacionada amb la vulcanologia, tectonofísica, i la petrologia en general. L'estudi modern de les roques ígnies utilitza diverses tècniques, algunes d'elles desenvolupades en els àmbits de la química, la física o altres ciències de la terra. Els estudis de Petrografia, cristal·lografia i isotòpic són mètodes comuns utilitzats en la petrologia ígnia.

## Mètodes

### Determinació de la composició química
La composició de les roques i els minerals ignis es pot determinar a través d'una varietat de mètodes de diversa facilitat, cost i complexitat. El mètode més simple és l'observació de la mostra de mà a ull nu i / o amb una lent de mà. Això es pot utilitzar per mesurar la composició mineralògica general de la roca, que dona una visió de la composició. Una forma més precisa però encara relativament econòmica d'identificar els minerals (i, per tant, la composició química massiva de la roca) és amb un microscopi petrogràfic. Aquests microscopis tenen plaques polaritzants, filtres i una lent conoscòpica que permeten a l'usuari mesurar una gran quantitat de propietats cristal·logràfiques. Un altre mètode per determinar la mineralogia és utilitzar difracció de raigs X, en què una mostra en pols es bombardeja per raigs X, i l'espectre resultant d'orientacions cristal·logràfiques es compara amb un conjunt de normes. Una de les maneres més precises de determinar la composició química és mitjançant l'ús d'un microproducte electrònic, on es mostren petites taques de materials. Les anàlisis de microproductes electrònics poden detectar la composició massiva i la composició element traça.

### Mètodes de datació
La datació de roques ígnies determina quan el magma es va solidificar en roca. Els isòtops radiogènics es fan servir freqüentment per determinar l'edat de les roques ígnies.

## Notables petrologistes ignis
- Norman L. Bowen
- Nicolas Desmarest
- Louis Cordier
- Harry von Eckermann
- Antoine Lacroix
- Akiho Miyashiro
- Albert Streckeisen
- Marjorie Wilson
- Peter John Wyllie
- Lawrence Wager